# شقنة بن عبد الواحد
شقنة بن عبد الواحد المكناسي هو رجل جاء من بربر قبيلة مكناسة، ادَّعى نسبًا للنبي محمد صلى الله عليه و سلم، وثار في الأندلس على الأمويين، لما يقارب 10 أعوام، وسيطر على مناطق عديدة في الأندلس،  بمواجهة عسكرية مباشرة، ثم قُتِل على يد أحد حجابه عام 160 هـ/777 م.

## وصول عبد الرحمن الداخل للأندلس
بعد أُفول خلافة بني أمية، على يد العباسيين، خاف العباسيون من بقاء بعض الأمويين وثورتهم عليهم، فعمدوا إلى مطاردتهم وحبسهم وقتلهم، فهربوا وتناثروا وقُتلوا من المشرق، واستطاع بعضهم الوصول إلى المغرب، ونجح عبد الرحمن الداخل، الذي هرب للأندلس في أقصى المغرب، في إقام دولة وخلافة جديدة مستقلة عن العباسيين في قرطبة، والذي بدأ عصرًا جديدًا في التاريخ الإسلامي.

## ثورة شقنة
ثار في الشرق من الأندلس، عام 151 هـ الموافق 768 م، رجل جاء من بربر مكناسة اسمُه شقنة بن عبد الواحد، كان يُعلِّمُ الصبيان، وكانت أمُّه تُسمى فاطمة، وادَّعى أنَّه من ولد فاطمةَ ابنة النبي محمد، ثم مِن ولَد الحُسين بن علي، وتَسَمَّى بعبد الله بن محمَّد، وسكن مدينة يٌقال لها شنت برية، واجتمع عليه خلقٌ كثير من البربر، وعظُمَ أمرُه، وسار إلى عبد الرحمن الداخِل الأموي فلم يقِف له، وراغ في الجبالِ، فكان إذا أمِنَ انبسط، وإذا خاف صَعِدَ الجبال بحيث يصعُبُ طَلبُه، فاستعمل عبد الرحمن على طليطِلة حبيبَ بن عبد الملك، فاستعمل حبيبٌ على شنت برية سليمانَ بنَ عثمان بن مروان بن أبان بن عثمان بن عفان، وأمَرَه بطلب شقنة. فنزل شقنة إلى شنت برية، وأخذ سليمانَ فقتله، واشتدَّ أمرُه، وطار ذِكرُه وغلب على ناحية قورية، فعاد عبد الرحمن الداخل فغزاه في سنة 152 بنفسِه، فلم يثبُتْ له فأعياه أمرُه، فعاد عنه وسيَّرَ إليه سنة 153 هـ، بدرًا مولاه، فهَرَب شقنة وأخلى حصنَه شطران، ثم غزاه عبد الرحمن بنفسِه سنة 154 هـ، فلم يثبُتْ له شقنة، ثم سيَّرَ إليه سنة 155 هـ، أبا عثمان عبيد الله بن عثمان، فخَدَعه شقنة وأفسد عليه جُندَه، فهرب عبيد الله، وغَنِم شقنة عسكرهَ وقتلَ جماعةً من بني أميَّة كانوا في العسكر. وفي سنة 155 هـ أيضًا، سار شقنة بعد أن غَنِم عسكرَ عُبَيد الله إلى حصن الهواريين المعروف بمدائن، وبه عاملٌ لعبد الرحمن، فمكرَ به شقنة حتى خرج إليه، فقتله شقنة وأخذ خيلَه وسلاحَه وجميعَ ما كان معه، ثم بقي أمرُه مستمرًّا إلى أن اغتالَه بعضُ أصحابه سنة 160 هـ الموافق 777 م.

## توابع ثورته
خلال ثورة شقنة، لم تحدث أي مواجهة عسكرية واحدة مباشرة بين الداخل عبد الرحمن والثائر شقنة، لأن الأخير اختار حربًا فكريةً، بدل الحرب العسكرية المباشرة، وكانت الأصعب على بني أمية من بين كل الفتن التي انتهت بالدم والقصاص، يقول المؤرخ البريطاني آرلوند توينبي: «إن فتنة شقنة الهادئة حازت مكاسب أهم من كل ثورات الأندلس، فلقد انضمت ثلثي القبائل الأندلسية لحلف المكناسي شقنة وحاز نصف الأرض، وأنهك الجيش الأموي في الأندلس حتى صارت الحرب مغرمًا في بلاط السلطان»، ولم تنتهِ الفتنة إلا بأن قُتِل شقنة على يد أحد حجابه، ومن ثم صارت عرب الأندلس تقول مثلًا أصبح عبرةً في تشخيص الأزمات: «فتنة شقنة أشد من فتنة السيوف».